# Dánjal Pauli Danielsen (Politiker, 1913)

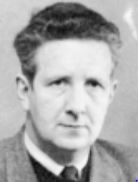
D. P. Danielsen

Dánjal Pauli Danielsen (* 3. März 1913 in Miðvágur, Färöer; † 28. März 1991) war ein färöischer Rechtsanwalt, Journalist, Schriftsteller und Politiker der sozialistischen und separatistischen Partei Tjóðveldisflokkurin. Sein Name wird häufig zu D. P. Danielsen abgekürzt.

## Beruf und Politik
Nach dem Besuch der Volksschule in seinem Heimatort ging er für die höhere Schulausbildung nach Birkerød in Dänemark und bestand dort im Jahr 1933 die Reifeprüfung (studentsprógv). Anschließend studierte er Rechtswissenschaft in Kopenhagen und schloss das Studium im Jahr 1945 mit dem dänischen Kandidatsexamen als cand. jur. ab.
Er ging wenig später zurück auf die Färöer und ließ sich als Rechtsanwalt nieder. Von Juni 1947 bis April 1949 war er dazu Chefredakteur der neugegründeten Zeitung „14. September“, gehörte im Jahr 1948 zu den Mitbegründern der stark links orientierten und separatistisch eingestellten Partei Tjóðveldisflokkurin und saß von 1950 bis 1958 zusammen mit Hanus við Høgadalsá als Abgeordneter dieser Partei im färöischen Parlament (Løgting). Von 1971 bis 1982 arbeitete er auch als Redakteur der sozialistischen Zeitschrift „Roðin“ (Die Röte) in Tórshavn. Im Jahr 1990 kandidierte er noch einmal für das Løgting, dieses Mal für den Sosialistiski Loysingarflokkurin, allerdings ohne Erfolg.
Als Schriftsteller schrieb er Fachbücher über verschiedene Themen und verfasste einen historischen Roman über den Ort Hvítanes sowie einen Reisebericht über Island.

## Werke
- „Tjóðfundarleiðin“ (1945)
- „Hvat fæst frá tí almenna?“ (Hitt føroyska Studentáfelagið i Keypmannahavn, 1970)
- „Tølini tala: Talmyndir úr føroyska samfelagnum“ (Roðin, 1974)
- „Í Íslandi: summarið 1977“ (Roðin, 1978)
- „Búskapur, søguliga lýstur“ (Fríu Føroyar, 1989)
- „Hvørt við sínar náðir“ (Fannir, 1990)

## Ehrungen
Im Jahr 1990 erhielt er für seinen historischen Roman „Hvørt við sínar náðir“ über die Besiedlung des 1837 gegründeten Ortes Hvítanes den Färöischen Literaturpreis.

## Familie
Dánjal Pauli Danielsen wurde 1913 in Miðvágur als Sohn von Dagmar (geb. Joensen) und Sørin Danielsen geboren. Verheiratet war er mit Ninni, geb. Niclasen, aus Sørvágur.